# Stèle de Maïmouna
La Stèle de Maïmouna (maltais : il-Ġebla ta' Majmuna ou il-Ħaġra ta' Majmuna) est la stèle funéraire d'une jeune fille musulmane appelée Maïmouna, morte en 1174. Sur la stèle de marbre est gravé un long texte poétique en arabe. Elle a été décrite comme « la seule relique visuellement spectaculaire de la présence arabe à Malte » mais son origine n'est pas connue avec précision.

## Description
La stèle est faite de marbre, sur un bloc comprenant au dos des décorations romaines, prouvant la réutilisation de la pierre d'un élément datant de l'empire romain. Ce type de réutilisation était courant en Afrique du nord.

## Origine
La légende (inconnue avant le XIXe siècle) voudrait que la stèle ait été découverte à Gozo près du lieu nommé Ta' Majmuna, entre les villes de Xewkija et Sannat, mais aucun élément probant n'est venu étayer cette origine. 
La pierre est pour la première fois mentionnée par le comte Ciantar en 1772. Par ailleurs, la pierre n'est pas citée dans le très complet compte rendu des antiquités gozitaines par Soldanis en 1746. La stèle est donc soit découverte entre ces deux dates, soit importée d'Afrique du Nord et non d'origine maltaise. Aucun des auteurs les plus anciens ne donne une origine claire hormis qu'elle aurait été retrouvée « dans le mur de la maison d'un citoyen ». Il n'existe donc aucune preuve que Maïmouna ait bien été enterrée à Gozo. La réutilisation d'une pierre antique plutôt que l'utilisation de la globigérine maltaise habituelle a même été interprétée comme un indice du contraire. Il a été proposé que la stèle ait pu servir de lest pour des navires de transport venant du Maghreb, comme cela a souvent été observé en Sicile.

## Le texte

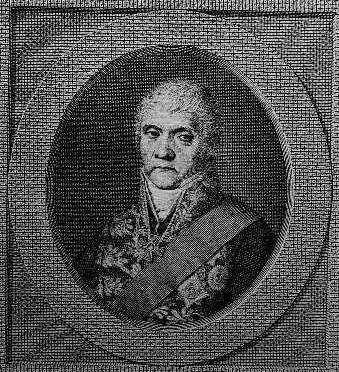
Andreï Iakovlevitch Italinski (1743-1827), premier traducteur de la stèle

Le texte est sculpté selon une calligraphie de style kufi. Le comte Ciantar échoua à traduire le texte, même en faisant appel à des orientalistes érudits. La première traduction satisfaisante mais encore incomplète fut donnée par le comte Andreï Iakovlevitch Italinski, un diplomate russe, envoyé à Malte par le tsar Paul 1er pour tenter de prendre possession de l'archipel. Mais il se retrouve bloqué en 1798 à La Valette par la colonisation française et le blocus de Malte qui la suit. Fin orientaliste, il cède aux sollicitations des archéologues amateurs maltais et se met à déchiffrer la stèle afin « d'occuper ses heures perdues ».
Le texte sera ensuite traduit de façon plus complète au début du XIXe siècle.
Traduction moderne du texte (d'après Luttrel) :
« Par le nom de Dieu, compatissant et miséricordieux. Dieu veille avec bienveillance sur le prophète Mahomet et sa famille, et leur accorde la félicité éternelle. À Dieu appartient le pouvoir et la vie éternelle, et ses créatures sont destinées à la mort : un bon exemple est celui du prophète de Dieu. Ceci est la tombe de Maïmouna, fille de Hassan, fils d'Ali al-Hudali appelé Ibn as-Susi. Elle mourut, puisse-t-elle bénéficier de la pitié de Dieu, le cinquième jour, le 16e du mois de Chaabane de l'année 569 témoignant qu'il n'y a de Dieu que Dieu, et qu'il est sans égal. Regardez tout autour de vous : existe-t-il quelque chose qui reste éternel ou qui ne meurt pas ? La mort m'a prise dans mon palais et, hélas, ni porte ni barreau ne peut l'en empêcher. Je suis devenue une promesse, comptant sur mes actions passées pour obtenir ma rédemption ; ce que j'ai accompli restera. Toi qui regardes cette tombe, mon corps est corrompu, la poussière a recouvert mes yeux. Sur ce lieu de repos et sur ma mort, vois-y comme un avertissement, et pense à ma résurrection quand je serai face à mon créateur. Ô frère, sois parfait et repends-toi ».
Le texte nous apprend la date de la mort de Maïmouna, le mardi 21 mars 1174.

## Conservation
La stèle est d'abord la propriété du baron Diego Muscat. En 1839 elle appartient à la famille Xara puis passe au Baron 
Giuseppe Maria de Piro, qui en 1845 en fait don à la Bibliothèque nationale de La Valette.
La stèle rejoint en 1960 le musée d'archéologie de Gozo à Ir-Rabat (Gozo) dont elle est aujourd'hui une des pièces maîtresses.